# Governo della Repubblica Serba di Bosnia ed Erzegovina
Il governo della Repubblica Serba di Bosnia ed Erzegovina è il principale detentore del potere esecutivo nella Repubblica Serba. La sua organizzazione, le modalità di lavoro e il raggiungimento degli obiettivi di governo  avvengono in conformità con la costituzione, le leggi e gli statuti dell'entità.

## Composizione attuale
| Funzione                                                                  | Nome               | Nome | Partito |
| ------------------------------------------------------------------------- | ------------------ | ---- | ------- |
| Presidente del Governo                                                    | Željka Cvijanović  |      | SNSD    |
| Vicepremier Ministro della Giustizia                                      | Anton Kasipović    |      | SNSD    |
| Vicepremier Ministro della Pianificazione fisica, costruzione ed ecologia | Srebrenka Golić    |      | SNSD    |
| Finanze                                                                   | Zoran Tegeltija    |      | SNSD    |
| Affari interni                                                            | Dragan Lukač       |      | SNSD    |
| Amministrazione e affari locali                                           | Lejla Rešić        |      | DNS     |
| Rapporti economici e cooperazione regionale                               | Zlatan Klokić      |      | SNSD    |
| Lavoro e protezione dei veterani e invalidi                               | Milenko Savanović  |      | SP      |
| Commercio e turismo                                                       | Predrag Gluhaković |      | SP      |
| Traffico e collegamenti                                                   | Neđo Trninić       |      | DNS     |
| Agricoltura, politiche forestali e della acque                            | Stevo Mirjanić     |      | SNSD    |
| Istruzione e cultura                                                      | Dane Malašević     |      | DNS     |
| Profughi e persone senzatetto                                             | Davor Čordaš       |      | HDZ     |
| Salute e protezione sociale                                               | Dragan Bogdanić    |      | SNSD    |
| Scienze e tecnologia                                                      | Jasmin Komić       |      | SNSD    |
| Famiglia, gioventù e sport                                                | Jasmina Davidović  |      | SP      |
| Industria, energia e miniere                                              | Petar Đokić        |      | SP      |

## Governi precedenti

### Governo Dodik (2006-2010)
Il governo Dodik venne costituito il 29 novembre 2006 e durò fino al 29 dicembre 2010, data in cui venne formato l'attuale governo Džombić. II presidente del governo era  Milorad Dodik, mentre i vicepresidenti erano Jasna Brkić e Anton Kasipović; quest'ultimo dopo le elezioni del 3 ottobre 2010 subentrò ad interim a Dodik
come presidente dell'esecutivo per il resto della legislatura (l'assegnazione dei ministeri rimase comunque inalterata) dal 15 novembre 2010 fino al 29 dicembre dello stesso anno, quando Dodik dovette abbandonare la guida dell'esecutivo per insediarsi come nuovo presidente della Repubblica Serba.
| Ministero                               | Ministro             |
| --------------------------------------- | -------------------- |
| Finanze                                 | Aleksandar Džombić   |
| Affari interni                          | Stanislav Čađo       |
| Giustizia                               | Džerard Selman       |
| Amministrazione e autonomie locali      | Zoran Lipovac        |
| Relazioni economiche e coordinamento    | Jasna Brkić          |
| Lavoro                                  | Rade Ristović        |
| Commercio e turismo                     | Predrag Gluhaković   |
| Economia, energia e sviluppo            | Slobodan Puhalac     |
| Trasporti e infrastruttura              | Nedeljko Čubrilović  |
| Agricoltura e politiche forestali       | Radivoje Bratić      |
| Pianificazione, costruzione ed ecologia | Fatima Fetibegović   |
| Educazione e cultura                    | Anton Kasipović      |
| Rifugiati e sfollati                    | Omer Branković       |
| Salute e protezione sociale             | Ranko Škrbić         |
| Scienza e tecnologia                    | Bakir Ajanović       |
| Famiglia, gioventù e sport              | Proko Dragosavljević |